# Grégoire Nitot
Grégoire Patrick Clément Nitot (ur. 1976 w Caen) – francusko-polski przedsiębiorca i działacz sportowy. Założyciel i dyrektor generalny Sii Polska. Od 2020 właściciel i prezes klubu piłkarskiego Polonia Warszawa.

## Wczesne lata
Nitot dorastał, mieszkając na łodzi na Sekwanie w Paryżu. Początkowo chciał zostać zawodowym piłkarzem. W wieku około 18 lat postanowił związać swoją przyszłość z biznesem. Aby zrealizować ten plan, ukończył studia magisterskie w Rennes School of Business. W 2000 przyjechał do Polski, gdzie przez rok studiował w Szkole Głównej Handlowej w Warszawie w ramach programu wymiany studentów Erasmus. Po ukończeniu studiów wrócił do Francji.

## Kariera biznesowa
Po kilku latach pracy jako Sales Manager w branży IT w Paryżu, w 2006 postanowił przenieść się do Polski i założyć Sii Polska. Mając 30 000 euro oszczędności, zaczął szukać inwestora. W styczniu 2006, po udanych negocjacjach z Sii Francja, dysponując kapitałem 100 000 EUR, uruchomił jednoosobową działalność w mieszkaniu w centrum Warszawy. Do roku 2022 Sii Polska przekształciła się w organizację generującą roczne przychody w wysokości 1,91 miliarda złotych, przy 260 mln złotych zysku zatrudnia ponad 7700 specjalistów w 15 oddziałach w całym kraju. Otworzył również spółki Sii Szwecja oraz Sii Ukraina. W 2018 Nitot został właścicielem hotelu i restauracji Tawerna Kaszubska w Brodnicy Dolnej.
W marcu 2020 Grégoire Nitot zainwestował w klub piłkarski Polonia Warszawa, ratując go przed bankructwem. Pseudokibice konkurencyjnego klubu Legii Warszawa zorganizowali wówczas kampanię gróźb i oszczerstw (padły m.in. oskarżenia o mobbing) pod adresem Nitota i firmy Sii Polska w 2020.
Polonia, która w przeszłości dwukrotnie była mistrzem Polski, wróciła na szczebel centralny po pięciu latach nieobecności. W 2022 roku klub awansował do II ligi, a w 2023 do I ligi.

## Kontrowersje
W listopadzie 2022 roku media skrytykowały Nitota, za dyscyplinarne zwolnienie pracownika, który założył związek zawodowy w firmie Sii Polska. Według artykułu opublikowanego na blogu Nitota z 11 września 2023 roku wyjaśnił, że decyzja o zwolnieniu pracownika była uzasadniona, ze względu na negatywny wpływ intencji tego pracownika na współpracowników, co służyło „niszczeniu firm takich jak Sii”.

## Życie prywatne
Mieszka w Polsce od 2006. Otrzymał obywatelstwo polskie w 2016. Ożenił się z Polką – Ireną, z którą ma czworo dzieci: Szymona, Juliette, Chloe i przybraną córkę Kamilę.